# Ullstein-Bücher
Ullstein-Bücher. Eine Sammlung zeitgenössischer Romane war eine Buchreihe des Ullstein Verlages von 1910 bis 1924 und von 1933 bis 1937.

## Geschichte
Ullstein-Bücher war die erste Buchreihe des Ullstein Verlages in Berlin, der seit 1903 auch Bücher verlegte. Sie kosteten nur eine Mark und waren somit sehr kostengünstig. (Reclam Universal Bibliothek bot allerdings bereits seit 1878 Bände zu 0,20 Mark an.)
Alle Einbände waren anfangs rot, weshalb die Reihe manchmal auch als rote Ullstein-Bücher bezeichnet wurde. Es wurden vor allem Unterhaltungsromane von damals bekannteren und unbekannten Autoren herausgegeben.
1924 erschienen die vorerst letzten Bände, danach gab es die Reihen Das neue Ullstein-Buch (1924–1927) und Die gelben Ullstein-Bücher (1927–1933).
Von 1933 bis 1937 erschienen wieder einige Bände der Ullstein-Bücher als Neue Folge (N. F.). Von 1937 bis 1944 gab es stattdessen die Reihe Uhlen-Bücher, wobei der jüdische Name Ullstein  ersetzt wurde, der Verlag hieß nun Deutscher Verlag.
Der wiedergegründete Ullstein Verlag gab von 1949 eine neue Buchreihe Ullstein mit mehreren tausend Bänden heraus, die manchmal ungenauerweise auch als Ullstein-Bücher bezeichnet wurden.

## Einzelne Bände (Auswahl)
Es erschienen etwa 164 Bände von 1910 bis 1924 sowie 93 Bände von 1933 bis 1937. Die Autoren mit den meisten Titeln waren Paul Oskar Höcker (8), Fedor von Zobeltitz (7), Rudolph Stratz (5), Richard Skowronnek (5), Georg von Ompteda (5), Ludwig Wolff (4), Lajos Biró (4), Otto von Gottberg (4) und Helene Kalisch (3).
1910
- Clara Viebig, Dilettanten des Lebens, Neuauflage wahrscheinlich erster Band[3]
- Georg von Ompteda, Maria da Caza
- Heinz Tovote, Frau Agna, vorher und nachher weitere Ausgaben
- Rudolf Stratz, Arme Thea, danach Neuauflagen
- Fedor von Zobeltitz, Das Gasthaus zur Ehe
- Paul Oskar Höcker, Die Sonne von St. Moritz, Nr. 10

1911
- Peter Rosegger, Die Försterbuben, Neuauflage, dann in Gelbe Ullstein-Bücher
- Joseph von Lauff, Marie Verwahnen
- Wilhelm Jensen, Unter heisserer Sonne
- Rudolf Herzog, Nur eine Schauspielerin, Nr. 11
- Max Kretzer, Der Mann ohne Gewissen, vorher 1905 in einem anderen Verlag

1912
- Ludwig Thoma, Krawall. Lustige Geschichten, danach in Gelbe Ullstein-Bücher
- Rudolf Herzog, Zum weißen Schwan
- Paul Oskar Höcker, Die verbotene Frucht, danach Neuauflage 1923

1913
- Emil Marriot (Emilie Mataja), Anständige Frauen
- Max Halbe, Der Rung des Lebens
- Fritz Mauthner, Der letzte Deutsche von Blatna
- Richard Voß, Das Mädchen von Anzio
- Richard Skowronnek, Das Verlobungsschiff
- Rudolf Hans Bartsch, Der letzte Student

1914
- Paul Oskar Höcker, Das flammende Kätchen, dann in Gelbe Ullstein-Bücher
- Ernst von Wolzogen, Das Kuckucksei und andere lustige Geschichten
- Ludwig Thoma, Der Postsekretär im Himmel und andere Geschichten , dann in Gelbe Ullstein-Bücher
- Georg Engel, Der Reiter auf dem Regenbogen
- Viktor von Kohlenegg, Die drei Lieben der Dete Voß
- Kurt Aram, Die Kusine aus Amerika
- Franz Adam Beyerlein, Ein Winterlager
- Georg Wasner, Fatum
- Walter Bloem, Komödiantinnen
- Rudolph Stratz, Lieb Vaterland
- Richard Skowronnek, Sturmzeichen

1915
- Georg von Ompteda, Margret und Ossana
- Fedor von Zobeltitz, Das vorschnell vermählte Ehepaar. Eine unruhige Kriegsgeschichte
- Carry Brachvogel, Die große Gauklerin
- Edith Salburg, Das Haus an der Grenze

- Wilhelm Hegeler, Die goldene Kette

- Karl Rosner, Die silberne Glocke
- 'Karl Ettlinger, Mister Galgenstrick und andere Humoresken
- Ludwig Wolff, Der Krieg im Dunkel
- Ewald Gerhard Seeliger, Der gelbe Seedieb

- Richard Skowronnek, Das große Feuer
- Rudolf Hans Bartsch, Der Flieger. Ein Roman aus dem Serbenkrieg

1916
- Gabriele Reuter, Ins neue Land
- Clara Viebig, Vom Müller-Hannes
- Ernst von Wolzogen, Das Mädchen mit den Schwänen

- Otto Ernst, Das Glück ist immer da!
- Karl von Perfall, Das Schicksal der Agathe Rottenau
- Walter Bloem, Sonnenland

- Helene Kalisch, Charlotte Klinger

- Lajos Biró, Hotel Stadt Lemberg
- Richard Skowronnek, Die schwere Not
- Ewald Gerhard Seeliger, Das amerikanische Duell
- Otto von Gottberg, Kriegsgetraut
- Friedrich von Kühlwetter, Skagerrag!

1917
- Thea von Harbou, Der belagerte Tempel
- Eva von Baudissin, Die Laterne über der Tür

- Fedor von Zobeltitz, Besser Herr als Knecht

- Meta Schoepp, Der Herr auf Silberberg

- Hans Land, Das goldene Friedelchen
- Max Geißler, Jockele und seine Frau
- Karl Ettlinger, Benno Stehkragen
- Edmund Edel, Das Glashaus
- Georg Queri, Der bayerische Watschenbaum
- Richard Voß, Große Welt
- Otto von Gottberg, Der verschwundene Kohinoor
- Hans Wilhelm Hollm, In der Kommandanten-Kajüte
- Lajos Biró, Don Juans drei Nächte

1918
- Eva von Baudissin, Das Nachtigallengebüsch,

- Heinz Tovote, Frau Agna, Neuauflage von 1910
- Rudolf Stratz, Friede auf Erden!
- Ludwig Wolff, Der Sohn des Hannibal, danach in Gelbe Ullstein-Bücher, 1927

- Helene Kalisch, Der lockende Ruf
- Edith Salburg, Doppelhochzeit

- Friedel Merzenich, Das Schiffermännchen
- Erich Urban, Das hübsche Mädel von Kayl
- Otto von Gottberg, Brautfahrt im Kreuzerkrieg
- Zdenko von Kraft, Tobias Wilders Weg zur Höhe
- Richard Voß, Der heilige Haß

1919
- Helene Böhlau: Halbtier. Ein Frauenroman, Digitalisat Gotha, 2023
- Anselma Heine, Mütter
- Karin Michaelis, Ehegatten
- Clara Ratzka, Die grüne Manuela

- Fedor von Zobeltitz, Der Klapperstorchverband

- Rudolf Hans Bartsch, Bittersüße Liebesgeschichten
- Paul Oskar Höcker, Das glückliche Eiland
- Ottomar Enking, Die Drogerie zum gelben Stern
- Otto von Gottberg, Die weiße Villa

- Arthur Mills , Liebe in Hongkong, dann 1929 in Gelbe Ullstein-Bücher

1920
- Fritz Mauthner, Kraft (siehe oben Bild)
- Vicki Baum, Der Eingang zur Bühne, vorher Fortsetzungsroman in Vossische Zeitung, danach in Gelbe Ullstein-Bücher
- Felix Hollaender, Die Kastellanin, dann in Gelbe Ullstein-Bücher
- Fedor von Zobeltitz, Das Geschlecht der Schelme
- Ida Boy-Ed, Vor der Ehe
- Agnes Harder, Glück ohne Ruh’
- Felix Philippi, Lotte Hagedorn
- Ewald Gerhard Seeliger, Peter Voß, der Millionendieb
- Jenő Heltai, Zimmer 111, dann in Gelbe Ullstein-Bücher
- Louis Couperus, Am Wege der Freude

1921
- Thea von Harbou, Das indische Grabmal, vorher in einem anderen Verlag
- Helene Böhlau, Das Recht der Mutter
- Helene Kalisch, Flammen
- Clara Ratzka, Frau Doldersum und ihre Töchter

- Rudolph Stratz, Schloß Vogelöd, vorher Fortsetzungsroman in Berliner Illustrirte Zeitung
- Fedor von Zobeltitz, Das Expreßkind
- Fedor von Zobeltitz, Kuriose Geschichte
- Ludwig Wolff, Die Kwannon von Okadera, vorher Fortsetzungsroman in Berliner Illustrirte Zeitung
- Paul Oskar Höcker, Fasching
- Friedel Merzenich, Strandkorb 57
- Hans Reimann, Der Engel Elisabeth
- Otto Ernst, Laßt Sonne herein

1922
- Rudolf Stratz, Der leere Thron. Eine Geschichte von Menschen und Schatten
- Ludwig Wolff, Die Prinzessin Suwarin, vorher Fortsetzungsroman in der Berliner Illustrierten Zeitung
- Norbert Jacques, Dr. Mabuse der Spieler, danach in Gelbe Ullstein-Bücher
- Georg von Ompteda, Denise de Montmidi
- Georg Hirschfeld, Die Frau im Feuer
- Richard Skowronnek, Das Bataillon Sporck   '
- Paul Oskar Höcker, Das flammende Kätchen, danach in Gelbe Ullstein-Bücher
- Paul Oskar Höcker, Heimatlust
- Franz Xaver Kappus, Der rote Reiter
- Ferenc Molnár (Franz Molnar), Die Diebin

1923
- Ludwig Ganghofer, Gewitter im Mai, Neuauflage[4]
- Karl Schönherr,  Tiroler Bauernschwänke, Neuauflage
- Catherina Godwin, Die Brendor A.G.
- Anna Elisabet Weirauch, Falk und die Felsen
- Rudolf Hans Bartsch, Das Tierchen
- Paul Oskar Höcker, Die kleine Tutt und ihre Liebhaber
- Paul Oskar Höcker, Die verbotene Frucht, Neuauflage von 1912
- Werner Schendell, Nachspiel
- Otto Soyka, Der Geldfeind
- Willy Seidel, Der Diener der Verworfenen
- Hans von Kahlenberg (Hedwig Keßler), Das Geheimnis der Pauline Farland

1924
- Heinrich Mann, In einer Familie, Nr. 161, Neubearbeitung des Erstlings von 1894, erster veröffentlichter Roman von Heinrich Mann
- Felix Salten, Die klingende Schelle
- Felix Hollaender, Magdalene Dornis
- Hermann Lint (Hermann Levy): Cyril und Gaselis
- Ada Menz, Die Verzauberung des Rechtsanwalts Graumann
- Franz Xaver Kappus, Der Mann mit den zwei Seelen
- Werner Scheff, Der Msnn im Sattel
- Lajos Biró, Amor und Psyche

- Isabel Egenton Ostrander, Die Inselfalle

1933–1937
- Ludwig Kapeller, Der Weg durch die steinerne Wand. Ein Berg-Roman, 1933

- Katrin Holland, Babett auf Gottes Gnaden, 1934

- Madelon Saint Denis, Mord im Rampenlicht, Kriminalroman, 1935
- Robert Gelm, Der Vierte kommt nicht ein, Kriminalroman, 1935

- Karl Hans Strobl, Der brennende Berg, 1936